# Albert Buss-Wenger

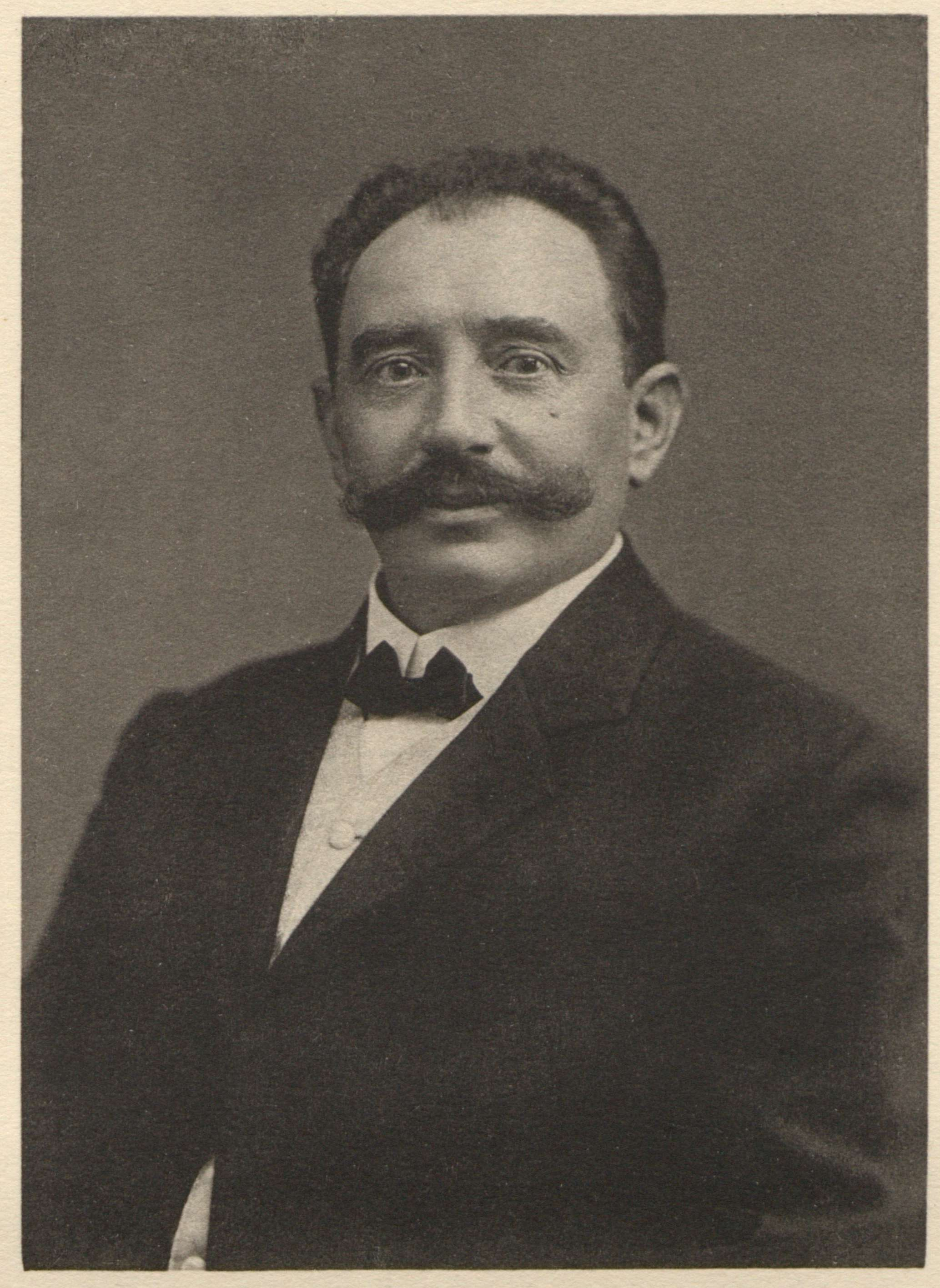
Albert Buss-Wenger (zwischen 1900 und 1912)

Albert Buss (* 17. Januar 1862 in Badenweiler; † 1. Oktober 1912 in Basel) war ein deutsch-schweizerischer Unternehmer im Bahn-, Brücken- und Tunnelbau, Gründer des Unternehmens Albert Buss & Cie.

## Leben

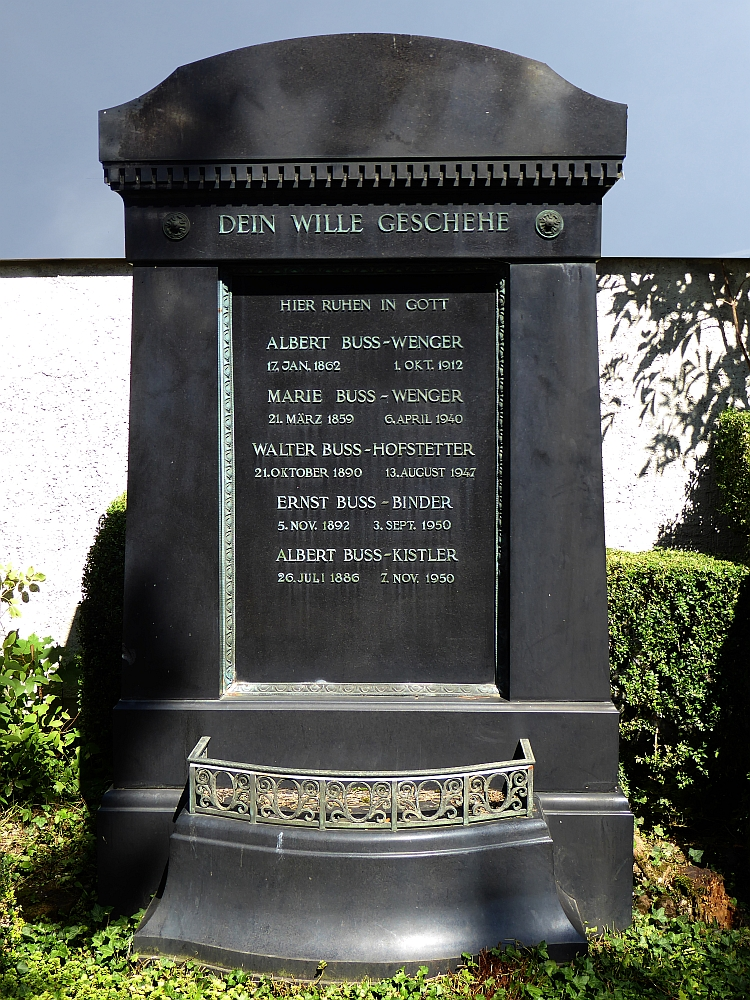
Familiengrab auf dem Friedhof Wolfgottesacker, Basel

Die Vorfahren von Albert Buss stammten aus der ursprünglich in Wenslingen (heute Bezirk Sissach des Kantons Basel-Landschaft) ansässigen Familie Buess, von der ein Zweig nach dem Dreissigjährigen Krieg ins Markgräflerland (Markgrafschaft Baden-Durlach) ausgewandert war. Albert Buss war der Sohn des Badenweilerer Schlossermeisters Johann Georg Buss und dessen Frau Agnes Gütlin. Nach dem Besuch der Volksschule erlernte er ebenfalls den Schlosserberuf. Im Alter von 22 Jahren gründete er 1883 seine eigene Bau- und Kunstschlosserwerkstatt an der Clarastrasse im Kleinbasel, die 1884 ihren Betrieb aufnahm.  Im Jahr 1889 erhielt er das Bürgerrecht in Basel. Mehrmals wechselte der Betriebsstandort innerhalb der Stadtgrenzen von Basel, 1893/94 verlagerte Buss den Grossteil der Produktion nach Pratteln im Kanton Basel-Landschaft, der Firmensitz, die Verwaltung und Entwurfsabteilung blieben jedoch weiter in Basel. Im Jahr 1901 änderte das Unternehmen seine Rechtsform in eine Aktiengesellschaft mit einem Kapital von 2,5 Millionen Schweizer Franken. Albert Buss war nun Delegierter des Verwaltungsrates. Die Buss AG stieg zum in der Schweiz führenden Unternehmen im Stahlwasserbau auf.
Der Inhaber der Buss AG war auch im öffentlichen Leben ein engagierter Bürger. Seit 1899 entsandten ihn die Freisinnigen in den Grossen Rat des Kantons Basel-Stadt. Ab 1907 bis 1912 war Buss Mitglied der reformierten Synode und des Vorstandes der Kirchengemeinde St. Leonhard in der Grossbasler Altstadt. Im Wirtschaftsleben war Buss Initiator und Mitbegründer sowie erster Präsident des Energieversorgungsunternehmens Elektra Baselland. 1905 war er Mitgründer des Verbandes schweizerischer Brücken- und Eisenhochbau-Fabriken und dessen erster Präsident.
Albert Buss war verheiratet mit der aus Vögisheim bei Müllheim in Baden stammenden Maria Elisabetha Wenger (1859–1940), mit der er drei Töchter und drei Söhne hatte. Er starb im Alter von 50 Jahren in der Nacht auf den 1. September 1912 um 2 Uhr an den Folgen eines Magenleidens. Einer der Söhne, Walter Buss-Hofstetter (1890–1947), übernahm 1936 die Firmenleitung und entwickelte die Buss AG zu einem weltweit agierenden Unternehmen weiter.